# Cranosina
Cranosina is een mosdiertjesgeslacht uit de familie van de Calloporidae en de orde Cheilostomatida. De wetenschappelijke naam ervan is in 1933 voor het eerst geldig gepubliceerd door Ferdinand Canu en Ray Smith Bassler

## Soorten
- Cranosina colombiana Osburn, 1950
- Cranosina coronata (Hincks, 1881)
- Cranosina philippinensis (Canu & Bassler, 1929)
- Cranosina spiralis Chimonides & Cook, 1994
- Cranosina transversa Silén, 1941